# Pole siłowe (chemia)

Pole siłowe znajduje zastosowanie w minimalizacji energii oscylacyjnej w molekule etanu

Pole siłowe – funkcja oraz zestaw parametrów opisujących energię potencjalną układu atomów lub cząsteczek. Zwykle termin ten pojawia się w kontekście dynamiki molekularnej oraz mechaniki molekularnej, gdzie odgrywa niezbędną rolę jako przybliżenia rzeczywistej funkcji potencjału. Opracowano wiele różnych pól siłowych, niektóre z nich mają szerokie zastosowanie w prowadzeniu symulacji różnych układów molekularnych (np. CHARMM, AMBER), podczas gdy inne zostały zoptymalizowane do prowadzenia wyspecjalizowanych obliczeń (np. OPLS).
Funkcje i parametry budujące pola siłowe wywodzą się zarówno z pomiarów eksperymentalnych, jak i zaawansowanych obliczeń kwantowomechanicznych. Pełnoatomowe pola siłowe zapewniają parametry do opisu każdego atomu w analizowanym układzie podczas gdy metody wykorzystujące „atomy zjednoczone” opisują niektóre grupy funkcyjne takie jak metyl oraz metylen w sposób przybliżony, traktując je jako pojedyncze atomy. Natomiast „gruboziarniste” pola siłowe (ang. coarse-grained force fields) stosowane w długich czasowo symulacjach białek i kwasów nukleinowych dążą do jeszcze bardziej uproszczonego opisu cząsteczek, wprowadzając pseudoatomy symulujące zachowanie całych reszt aminokwasowych (białka) bądź zasad azotowych (kwasy nukleinowe). Takie przybliżenia są konieczne z uwagi na znaczny koszt obliczeniowy modelowania tak dużych układów molekularnych.
Termin pole siłowe jest inaczej rozumiany w chemii i biologii obliczeniowej niż w fizyce. Chemiczne pole siłowe stanowi przybliżenie funkcji obrazującej energię potencjalną cząsteczki podczas gdy w fizyce określenie to jest zarezerwowane do opisu gradientu pola skalarnego.

## Sposób realizacji

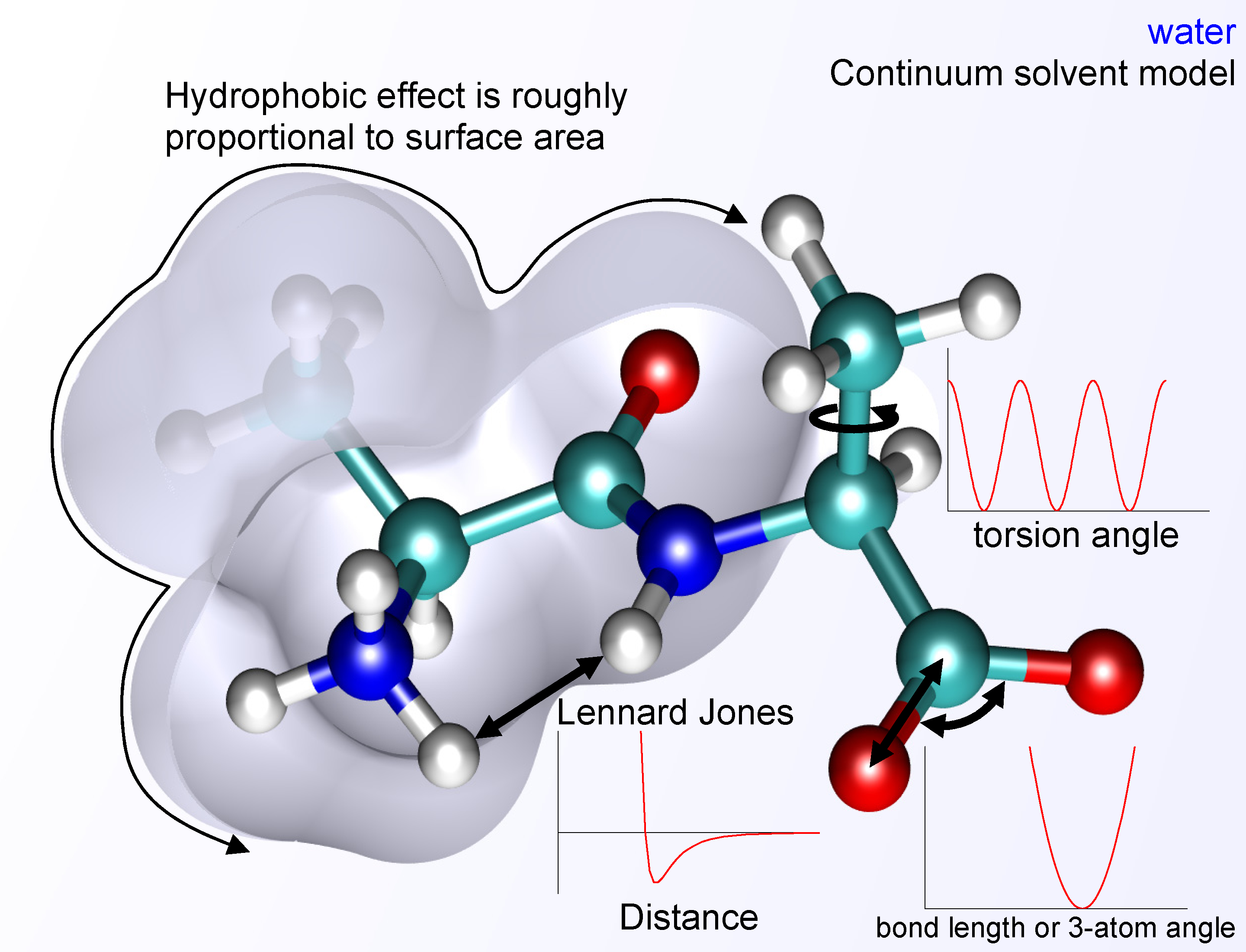
Funkcja potencjału w mechanice molekularnej dla modelu ciągłego rozpuszczalnika.

Wykorzystując pole siłowe, wyznacza się energię potencjalną dla całego badanego układu. Energia wyznaczana jest dla każdej konformacji i jest ona sumą kilku niezależnych wyrażeń:
{\displaystyle E=E_{\text{kowalencyjna}}+E_{\text{niekowalencyjna}}}
gdzie wkłady od energii kowalencyjnej i niekowalencyjnej dane są następującymi wyrażeniami:
{\displaystyle E_{\text{kowalencyjna}}=E_{\text{wiazanie}}+E_{\text{kat}}+E_{\text{kat torsyjny}}}
{\displaystyle E_{\text{niekowalencyjna}}=E_{\text{elektrostatyczna}}+E_{\text{van der Waalsa}}}
Dokładna forma wyrażenia na energię potencjalną jest zależna od wyboru pola siłowego oraz zależy od wyboru programu komputerowego wykorzystywanego do przeprowadzenia obliczeń. W ogólności udziały pochodzące od długości wiązań i kątów pomiędzy nimi są wyznaczane na podstawie przybliżenia oscylatora harmonicznego wycentrowanego na długości równowagowej wiązania. Długości te wyznaczane są za pomocą pomiarów lub wyznaczane teoretycznie przy pomocy znacznie dokładniejszych metod ab-initio, traktujących cząsteczki jako układy całkowicie kwantowe. Dla dokładnego wyznaczenia energii oscylacyjnej można wykorzystać potencjał Morse'a jednakże wiąże się to ze znacznym przyrostem złożoności obliczeniowej. Ponieważ funkcje przybliżające energię torsyjną mają zwykle kilka ekstremów to nie mogą być przedstawione za pomocą potencjału o charakterze paraboli. Zamiast tego często stosowane są człony wykorzystujące funkcje trygonometryczne.
Wkłady od członów niewiążących są znacznie bardziej kosztowne obliczeniowo. Jest to intuicyjnie zrozumiałe, ponieważ każdy atom tworzy wiązania jedynie z kilkoma pobliskimi atomami natomiast jest w stanie oddziaływać w sposób niewiążący ze znacznie większą liczbą innych atomów. Jednak człony opisujące oddziaływania van der Waalsa wraz z narastającą odległością szybko tracą znaczenie. Zazwyczaj są one symulowane przy użyciu potencjału Lennarda-Jonesa o wykładnikach „6–12”, co oznacza, że siła przyciągająca do siebie atomy słabnie poprzez przestrzeń proporcjonalnie do {\displaystyle r^{-6},} siła odpychająca natomiast słabnie proporcjonalnie do {\displaystyle r^{-12},} gdzie {\displaystyle r} oznacza odległość atomów od położenia równowagi. Zazwyczaj wprowadza się określony promień odcięcia dla potencjału by przyśpieszyć obliczenia – po przekroczeniu tego arbitralnie ustalonego dystansu zakłada się, że oddziaływania zanikają.
Wkłady od oddziaływań elektrostatycznych są trudne do precyzyjnego obliczenia z uwagi na dalekosiężny charakter oraz znaczenie dla globalnej topologii cząsteczek (zwłaszcza białek). Podstawowym członem służącym do wyznaczania energii elektrostatycznej jest potencjał kulombowski słabnący z odległością proporcjonalnie do {\displaystyle r^{-2}.} Do rozwiązania kwestii wkładu elektrostatycznego stosuje się wiele metod. Najprostszą z nich jest wprowadzenie promienia odcięcia w sposób analogiczny jak dla oddziaływań van der Waalsa. Jednakże wprowadza to nienaturalny podział na atomy wewnątrz i na zewnątrz tego promienia co prowadzi do znacznych odstępstw od rzeczywistości. Lepszym rozwiązaniem jest wprowadzenie dodatkowej funkcji skalującej zmieniającej wartość energii elektrostatycznej w zależności od położenia względem promienia odcięcia. Do efektywniejszych, ale bardziej zachłannych obliczeniowo metod należy wykorzystanie sieciowych cząsteczek Ewalda (ang. particle mesh Ewald, PME) oraz algorytmów multipolowych. Jedynym polem siłowym, które bezpośrednio wykorzystuje wszystkie oddziaływania jonowe do obliczania energii molekuły jest QVBMM.

## Parametryzacja
Pole siłowe nie definiuje jedynie funkcjonalnej formy potencjału, ale także określa zestaw parametrów dla każdego typu atomu. Przykładowo dane pole siłowe może zawierać inne parametry opisujące atom tlenu w grupie karbonylowej niż opisujące ten atom znajdujący się w grupie hydroksylowej. Typowy zbiór parametrów dla pojedynczych atomów zawiera wartość masy atomowej, promień van der Waalsa oraz ładunek cząstkowy. W przypadku dubletów, trypletów oraz kwadrupletów połączonych ze sobą atomów zestaw zawiera wartości dla równowagowych długości wiązań, kątów walencyjnych, kątów torsyjnych (dwuściennych) oraz efektywnych stałych siłowych dla każdego z potencjałów harmonicznych. Większość obecnie stosowanych pól siłowych wykorzystuje model „ustalonych ładunków” w którym do każdego atomu jest przypisana określona wartość ładunku elektrostatycznego, na którą nie ma wpływu lokalna geometria pola elektrycznego. Pola siłowe nowej generacji w wielu przypadkach posiadają zaimplementowaną symulację polaryzowalności, co pozwala na odtworzenie wpływu lokalnych interakcji elektrostatycznych na geometrię ładunku danego atomu. Przykładowo możliwe jest wykorzystanie indukowanych dipoli do przybliżenia rzeczywistej polaryzowalności, która może być także reprezentowana przez cząsteczkę Drude’a lub niosące ładunek, pozbawione masy wirtualne cząsteczki doczepione za pomocą odpowiednich potencjałów harmonicznych do każdego polaryzowalnego atomu. Jedyna przeszkodą na drodze do częstego wykorzystania polaryzowalności w polach siłowych jest duży koszt obliczeniowy.
Pomimo że bardzo często pola siłowe wykorzystywane są do symulacji złożonych makrocząsteczek biologicznych, zwłaszcza białek i kwasów nukleinowych to parametry upraszczające fizyczne właściwości danych typów atomów są zazwyczaj oparte na badaniach związków organicznych o stosunkowo niedużej masie cząsteczkowej, które są bardziej odpowiednie do pomiarów doświadczalnych i obliczeń bazujących na mechanice kwantowej. Poszczególne pola siłowe mogą być budowane w oparciu o różnorodne dane doświadczalne takie jak entalpie parowania lub sublimacji, momenty dipolowe oraz różne dane spektroskopowe. Jest to też przyczyną wzajemnej niekompatybilności różnych pól siłowych. Parametry z jednego pola siłowego nigdy nie powinny być wprowadzane do innego pola siłowego.

## Ograniczenia
Wszystkie pola siłowe oparte są na licznych przybliżeniach, często bazujących na różnych technikach pomiarowych. Dlatego też wyprowadzone w ten sposób parametry określa się mianem „empirycznych”. Znacząca większość stosowanych pól siłowych nie posiada zaimplementowanej funkcji symulującej polaryzowalności cząsteczki oraz jej otoczenia, ograniczając interakcje elektrostatyczne do oddziaływania ładunków punktowych. Dopiero od niedawna istnieją pola odtwarzające takie właściwości układów molekularnych. Jednakże w tym przypadku często stosowane jest przybliżenie polegające na posłużeniu się makroskopową stałą dielektryczną, co nie stanowi dobrego odwzorowania silnie heterogenicznego środowiska, w którym występują biologicznie aktywne molekuły takie jak białka i kwasy nukleinowe.
Wszystkie typy sił van der Waalsa także są silnie zależne od środowiska, ponieważ wywodzą się z oddziaływań dipoli indukowanych. Oryginalna teoria, sformułowana przez Fritza Londona dobrze oddaje jedynie warunki istniejące w próżni. Dopiero w 1963 r. A.D McLachlan opracował teorię, która lepiej opisywała interakcje międzycząsteczkowe zachodzące w fazie stałej. Przewiduje ona, że przyciąganie się molekuł w stałym środowisku są znacznie słabsze niż w próżni, ponadto siła oddziaływania zależy w znacznym stopniu od typu oddziałujących ze sobą atomów. Podejście to stanowi przeciwieństwo „reguł kombinacyjnych” lub równania Slatera-Kirkwooda, stosowanych w klasycznych polach siłowych. Metody te zakładają, że oddziaływania pomiędzy dwoma odmiennymi typami atomów A i B stanowią uśrednioną energię dla odpowiadających im par takim samych atomów (A+A oraz B+B). Nawiązując po raz kolejny do teorii McLachlana, można powiedzieć, że oddziaływania cząsteczek w skondensowanym medium mogą być nawet całkowicie odpychające, co było obserwowane m.in. dla ciekłego helu. Tego rodzaju efekty nie są uwzględniane w klasycznej mechanice molekularnej.